# Neptunisme

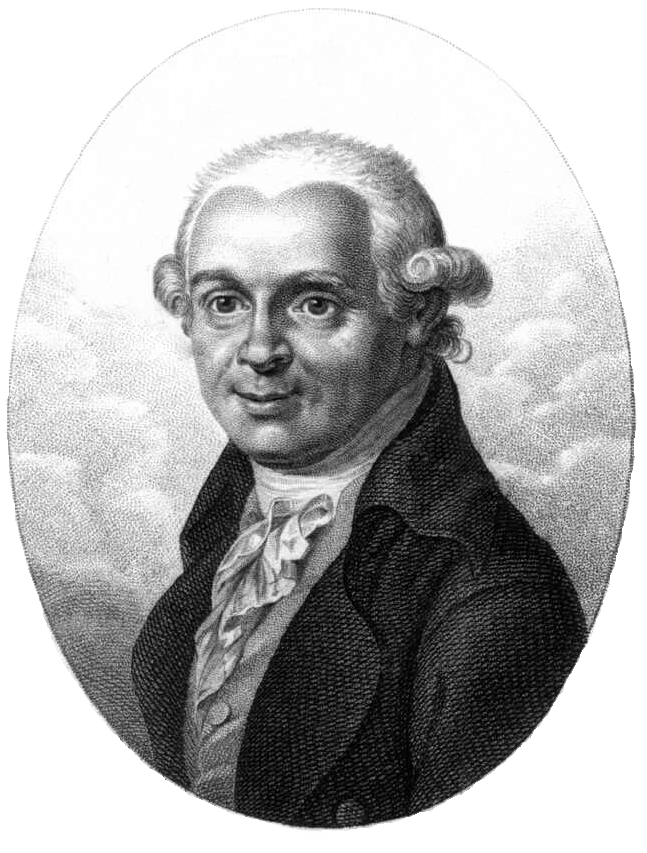
Abraham Gottlob Werner (1749-1817), fondateur du neptunisme.

Le neptunisme est une théorie géologique obsolète (en) de la fin du XVIIIe siècle, proposé par Abraham Gottlob Werner. Dans le courant du XIXe siècle elle fut opposée au plutonisme de James Hutton puis à l'actualisme.
Cette théorie est nommée d'après le nom du dieu de la mer Neptune. Elle explique la formation de la croûte terrestre principalement par l'accumulation progressive de précipités dans un océan primordial couvrant toute la surface de la Terre. Cet océan en se retirant aurait laissé les continents dans un état proche de celui que nous connaissons actuellement.  
Les deux théories, neptunisme et plutonisme, sont quelque peu exagérées. Les roches et les minéraux peuvent être le produit de ces deux mécanismes (beaucoup de dépôts carbonatés répondant par exemple aux définitions neptuniennes),  mais d'autres mécanismes différents entrent également en jeu, comme le métamorphisme.